# Anemopaegma goyazense
Anemopaegma goyazense là một loài thực vật có hoa trong họ Chùm ớt. Loài này được K.Schum. mô tả khoa học đầu tiên năm 1897.